# Niccolo Fontana Tartaglia
Niccolò Fontana, anomenat Tartaglia ('El Quec'), nascut a Brescia el 1499 i mort a Venècia el 13 de desembre de 1557, va ser un matemàtic italià.

## Vida i obra
Niccolò Fontana procedia d'una família pobra. En el moment de la presa de Brescia pels francesos el 1512, es refugia amb el seu pare a la catedral per escapar dels invasors. No serveix de res: els soldats de Lluís XII de França penetren al lloc sagrat, massacren el seu pare, i Niccolo és deixat per mort amb una fractura de crani i un cop de sabre a través de la mandíbula i el paladar. La seva mare el troba en aquest estat, però encara viu. Com no té res per cuidar-lo, emulant els gossos, llepa les nafres del seu fill i li salva la vida. Tanmateix, la ferida al paladar li deixa un defecte de paraula que conservarà tota la seva vida, la qual cosa li val el sobrenom Tartaglia (tartagliare significa 'balbucejar' en italià). La seva mare estalvià per permetre al seu fill seguir l'escola durant un temps. El jove Niccolo roba llavors llibres i quaderns per continuar aprenent com a autodidacte. Mancat de paper, utilitza les làpides com a pissarra. Sent adult, es guanyà la vida ensenyant matemàtiques successivament a Verona, Vicenza, Brescia i finalment Venècia, ciutat en la qual va morir el 1557 en la mateixa pobresa que el va acompanyar tota la seua vida.
Descobridor d'un mètode per a resoldre equacions de tercer grau, estant ja a Venècia, el 1535, el seu col·lega Antonio Maria del Fiore, deixeble de Scipione del Ferro de qui havia rebut la fórmula per resoldre les equacions cúbiques, li proposa un duel matemàtic amb trenta equacions de tercer grau del tipus {\displaystyle x^{3}+px=q}, que Tartaglia accepta. A partir d'aquest duel i en el seu afany de guanyar-lo, Tartaglia desenvolupa la fórmula general per resoldre les equacions de tercer grau. Per la qual cosa, aconsegueix resoldre totes les qüestions que li planteja el seu contrincant, sense que del Fiore assolisca resoldre cap de les propostes per Tartaglia.
En l'esperança de guanyar altres concursos, Tartaglia no descobreix la seva fórmula. L'èxit de Tartaglia en el duel arriba a oïdes de Girolamo Cardano, que li prega que li comuniqui la seua fórmula, a la qual cosa accedeix però exigint a Cardano jurar que no la publicarà. No obstant això, en adonar-se que Tartaglia no publica la seua fórmula, i que segons sembla arriba a les mans de Cardano un escrit inèdit d'altre matemàtic datat amb anterioritat al de Tartaglia i en el qual independentment s'arriba al mateix resultat, serà finalment Cardano qui, considerant-se lliure del jurament, la publique en la seua obra Ars Magna (1570). A pesar que Cardano va acreditar l'autoria de Tartaglia, aquest va quedar profundament afectat, i arribà a insultar públicament Cardano tant personal com professionalment. Les fórmules de Tartaglia seran conegudes com a fórmules de Cardano.

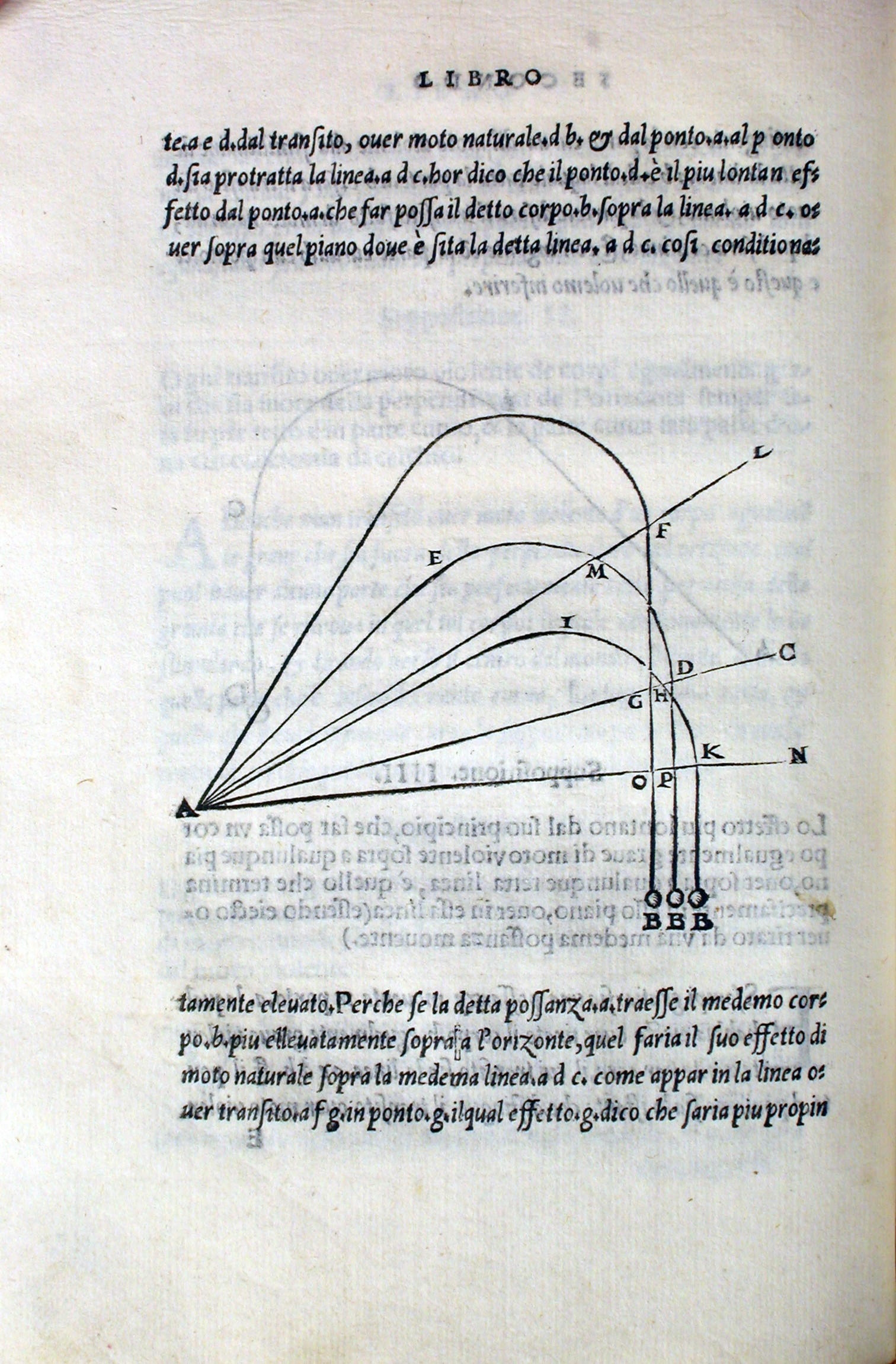
Corbes balístiques de Tartaglia il·lustrant una edició de 1606

Altres aportacions destacables de Tartaglia van ser els primers estudis d'aplicació de les matemàtiques a l'artilleria en el càlcul de les trajectòries dels projectils en el seu tractat Nova Scientia de 1537 (treballs confirmats posteriorment pels estudis sobre la caiguda dels cossos realitzats per Galileu). En aquesta matèria, el seu pensament és encara àmpliament impregnat de la teoria de l'impetus amb l'ús de l'escaire, l'angle de 45° i una corba en tres parts amb una caiguda vertical, amb la pesantor actuant sobre tota la trajectòria.

També destaca per l'expressió matemàtica per al càlcul del volum d'un tetraedre qualsevol, en funció de les longituds dels seus costats, anomenada fórmula de Tartaglia, una generalització de la fórmula d'Heró (usada per al càlcul de l'àrea del triangle): 
{\displaystyle V={\sqrt {{\frac {1}{288}}{\begin{bmatrix}0&1&1&1&1\\1&0&a^{2}&b^{2}&c^{2}\\1&a^{2}&0&d^{2}&e^{2}\\1&b^{2}&d^{2}&0&f^{2}\\1&c^{2}&e^{2}&f^{2}&0\end{bmatrix}}.}}}
Va redactar igualment un tractat sobre les operacions numèriques per a l'ús del comerç i, el 1543 va publicar la primera traducció a una llengua romanç, l'italià, dels Elements d'Euclides, basant-se en la traducció al llatí que havia fet Bartolomeo Zamberti a partir d'un original grec (i no àrab, com havien estat totes les traduccions fins aleshores).

## Obres
- La Nova Scientia (Venècia, 1537)

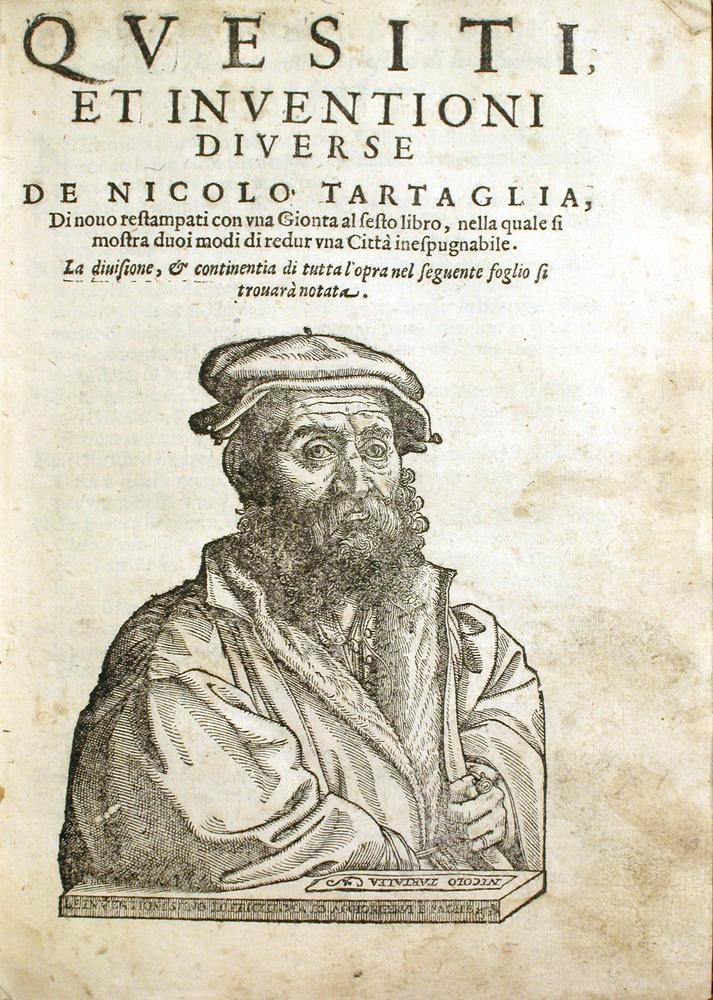
El Questiti i inventioni diversa de Niccolò Fontana Tartaglia

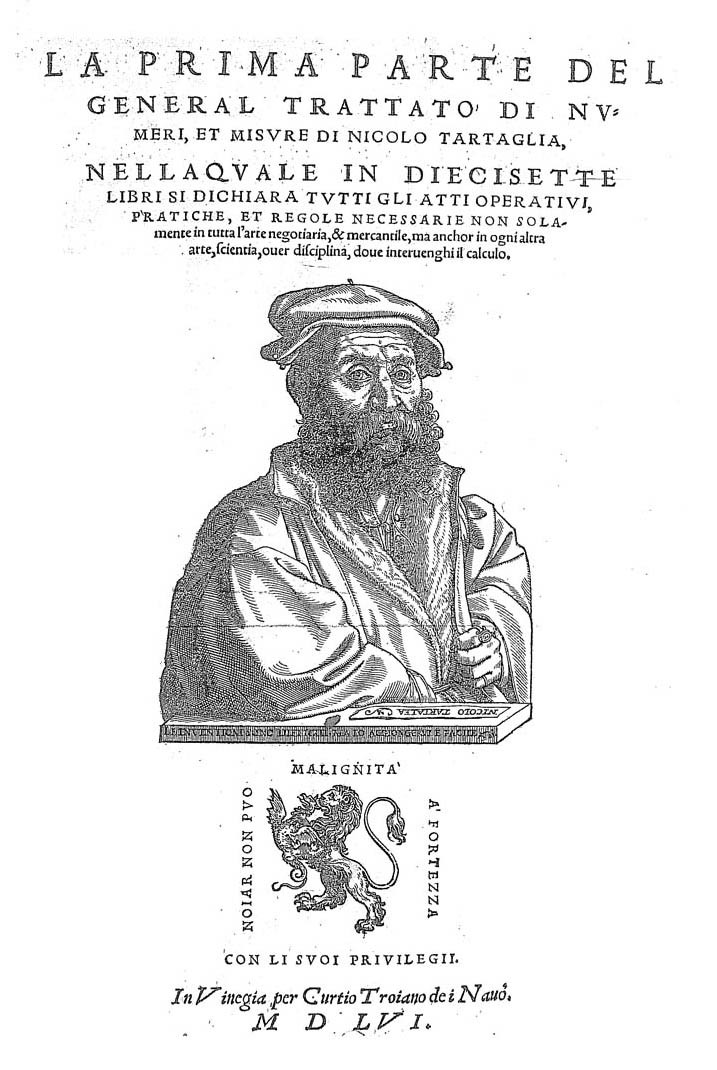
General trattato de' numeri et misure, 1556

- L'Euclide Megarese (Venècia, 1543)
- L'opera archimedis (1543)
- Quesiti i inventioni diversa (Venècia, 1546)
- La resposta a Lodovico Ferrari (1547 - 1548)
- La travagliata Inventione (1551)
- Trattato di numeri et misure (El tractat general de nombres i mides, 1556-1560)
- De insidentibus aquæ et De ponderositate (publicació pòstuma, 1565)